# Nathan Crowley
Nathan Crowley (* 1966 in London, England) ist ein britischer Szenenbildner.

## Leben
Crowley besuchte ein Jahr den Foundation Course an der Sir John Cass School of Art. Danach schloss er an der Brighton Polytechnic mit einem Bachelor of Arts in Architektur ab. Schließlich begann er als Szenenbildner und Art Director bei Blockbustern wie Hook, als Junior Set-Designer, Mission: Impossible II und John Carter – Zwischen zwei Welten. Crowleys Zusammenarbeiten mit dem Regisseur Christopher Nolan zählen bereits acht Werke (Insomnia – Schlaflos, Batman Begins, Prestige – Die Meister der Magie, The Dark Knight, The Dark Knight Rises, Interstellar, Dunkirk, Tenet). 2017 entwarf er das Bühnenbild für Sofia Coppolas Regiedebüt einer Oper – La Traviata von Giuseppe Verdi –  an der Oper Rom.

## Filmografie

### Szenenbildner
- 1998: The Ambassador (Fernsehserie, Folge 1x01)
- 1998: The Tale of Sweety Barrett
- 1998: Falling for a Dancer
- 2000: Mit oder ohne – Was Männer haben sollten (An Everlasting Piece)
- 2001: Im Fadenkreuz – Allein gegen alle (Behind Enemy Lines)
- 2002: Insomnia – Schlaflos (Insomnia)
- 2003: Die Journalistin (Veronica Guerin)
- 2005: Batman Begins
- 2006: Das Haus am See (The Lake House)
- 2006: Prestige – Die Meister der Magie (The Prestige)
- 2008: The Dark Knight
- 2009: Public Enemies
- 2012: John Carter – Zwischen zwei Welten (John Carter)
- 2012: The Dark Knight Rises
- 2014: Interstellar
- 2017: Dunkirk
- 2017: Greatest Showman (The Greatest Showman)
- 2018: Aufbruch zum Mond (First Man)
- 2020: Tenet
- 2021: Ron läuft schief (Ron's Gone Wrong)
- 2023: Wonka
- 2024: Wicked

### Art Director
- 1991: Hook
- 1993: Star Trek: Deep Space Nine (Fernsehserie, 1 Folge)
- 1993: Snake Eyes
- 1994: Immer Ärger um Dojo
- 1994: Maverick – Den Colt am Gürtel, ein As im Ärmel
- 1995: Braveheart
- 1995: Assassins – Die Killer
- 1996: Flucht aus L.A.
- 1997: Vertrauter Feind
- 1999: Mystery Men
- 2000: Mission: Impossible II

## Auszeichnungen
- 2006: BAFTA Award: Nominierung in der Kategorie Bestes Szenenbild für Batman Begins
- 2007: Oscar: Nominierung in der Kategorie Bestes Szenenbild für Prestige – Die Meister der Magie
- 2008: Los Angeles Film Critics Association Award: Zweiter Platz in der Kategorie Bestes Szenenbild für The Dark Knight
- 2009: BAFTA Award: Nominierung in der Kategorie Bestes Szenenbild für The Dark Knight
- 2009: Oscar: Nominierung in der Kategorie Bestes Szenenbild für The Dark Knight
- 2009: Satellite Award: Nominierung in der Kategorie Bestes Szenenbild für Public Enemies
- 2012: Satellite Award: Nominierung in der Kategorie Bestes Szenenbild für The Dark Knight Rises
- 2015: BAFTA: Nominierung in der Kategorie Bestes Szenenbild für Interstellar
- 2015: Oscar: Nominierung in der Kategorie Bestes Szenenbild für Interstellar
- 2018: BAFTA: Nominierung in der Kategorie Bestes Szenenbild für Dunkirk
- 2018: Oscar: Nominierung in der Kategorie Bestes Szenenbild für Dunkirk
- 2019: Oscar: Nominierung in der Kategorie Bestes Szenenbild für Aufbruch zum Mond
- 2019: BAFTA: Nominierung in der Kategorie Bestes Szenenbild für Aufbruch zum Mond
- 2021: Oscar: Nominierung in der Kategorie Bestes Szenenbild für Tenet
- 2025: Oscar: Auszeichnung in der Kategorie Bestes Szenenbild für Wicked